# Kitaakita, Akita
Kitaakita (北秋田市 Kitaakita-shi) là một thành phố thuộc tỉnh Akita, Nhật Bản.